# Etsy
Etsy é um site de comércio eletrônico aberto em 2005 com sede no Brooklyn que tem como foco itens feitos a mão, produtos usados e material para artesanato.